# Spirorbis bilineatus
Spirorbis bilineatus är en ringmaskart. Spirorbis bilineatus ingår i släktet Spirorbis och familjen Serpulidae. Utöver nominatformen finns också underarten S. b. lemniscatus.